# Franc Mesarič
Franc Mesarič, slovenski slikar in grafik, * 3. april 1938, Mitrašinci, Kraljevina Jugoslavija, † marec 2020.
Velja za največjega predstavnika slikarskega hiperrealizma v Jugoslaviji. Bil je ustanovni član skupine DHLM, preko katere je v 1970-tih postal znan po svojem popart ter fotorealističnim in hiperrealističnim slogu. Slikal je izreze mesta Murske Sobote tako, kot jih je videl skozi okno svojega ateljeja in stanovanja ali z delovnega mesta v Pomurski tiskarni. Leta 1998 je prejel nagrado za življenjsko delo Mestne občine Murska Sobota.